# Książniczki
Książniczki – wieś w Polsce położona w województwie małopolskim, w powiecie krakowskim, w gminie Michałowice.
W latach 1975–1998 miejscowość administracyjnie należała do województwa krakowskiego.

## Części wsi
| SIMC    | Nazwa      | Rodzaj    |
| ------- | ---------- | --------- |
| 0325943 | Brzezina   | część wsi |
| 0325950 | Środek Wsi | część wsi |
| 0325966 | Zarzecze   | część wsi |

## Historia
W latach 1918–1929 istniało we wsi 30 gospodarstw chłopskich o łącznym areale 96,32 ha, z których żadne nie przekraczało 10 ha. W 1934 r. ze składek mieszkańców powstała jednoklasowa szkoła powszechna. 
20 kwietnia 1944 r. podczas okupacji niemieckiej żandarmi ze 63. zmotoryzowanego plutonu żandarmerii (Feldjägerkorps), którym dowodził por. Herbert Kreske, na podstawie donosu przeprowadzili we wsi pacyfikację. Tropieniem komunistycznego ruchu oporu w Miechowskiem zajmował się wówczas przebrany za partyzantów komunistycznych oddział prowokacyjny „im. Lenina” pod komendą wachmistrza-plutonowego Jakoba Lübbersa, złożony z 10 polskich funkcjonariuszy Kripo z Miechowa oraz grupy żandarmów Kreskego (3 Ślązaków, Ukraińca i Niemca). Wkraczając do miejscowości z Młodziejowic żandarmi odkryli w szopie trzech partyzantów, z których dwóch zabili w walce. Spędzili mieszkańców wsi na łąkę, skąd zabierali ich pojedynczo na brutalne przesłuchanie do budynku szkoły, a podczas próby ucieczki zastrzelili Stanisława Stojka i Stefana Kaczmarczyka. Obrabowali następnie wieś i aresztowali około 30 mężczyzn, z których kilku zwolnili za łapówką, a pozostałych wysłali na roboty przymusowe w III Rzeszy. Część wywiezionych zginęła w obozach koncentracyjnych.
8 stycznia 1945 partyzanci zastrzelili we wsi wyróżniającego się brutalnością funkcjonariusza Organizacji Todta, która budowała w okolicy umocnienia wojskowe; w odwecie Niemcy pobili sołtysa. 15 stycznia 1945 część domów we wsi uległa uszkodzeniu w wyniku wysadzenia mostów na Dłubni przez wycofujące się siły niemieckie. W lutym 1945 powstało w Książniczkach koło Polskiej Partii Robotniczej, które osiągnęło znaczną liczebność do 1947. 22 marca 1945 w ramach reformy rolnej rozparcelowany został majątek dworski w Książniczkach, obejmujący własność Tadeusza Strumiłły (58,24 ha) i dzierżawę Romana Krimmela (52,64 ha). Grunty rozdzielono pomiędzy gospodarstwa chłopskie, a we dworze powstały mieszkania socjalne dla najuboższych.
W 1949 r. mieszkańcy wsi opowiedzieli się w głosowaniu za przyłączeniem do gminy Batowice w powiecie krakowskim w miejsce przynależności do powiatu miechowskiego, jednak inicjatywa nie zakończyła się powodzeniem. 2 kwietnia 1950 sołtysem wybrany został Władysław Boczkowski; podsołtysem był wówczas wybrany 10 marca 1945 Piotr Rosół. W 1953 r. funkcje te sprawowali odpowiednio Stanisław Bebak i Seweryn Cichy.

## Zabytki
Obiekt wpisany do rejestru zabytków nieruchomych województwa małopolskiego.
- Zespół dworski: dwór, rządcówka, spichlerz, park.

W październiku 2012 roku, na ścianie dworu, który należał do rodziny Tadeusza Strumiłły – doktora filozofii, pedagoga, instruktora harcerskiego w stopniu harcmistrza Rzeczypospolitej – została umieszczona pamiątkowa tablica jemu poświęcona. Tablicę odsłonił Jan Strumiłło, prawnuk Tadeusza. Podczas uroczystości, III Żółty Szczep Hufca Podkrakowskiego Związku Harcerstwa Polskiego otrzymał imię Tadeusza Strumiłły.

## Turystyka
Miejscowość znajduje się na odnowionej trasie Małopolskiej Drogi św. Jakuba z Sandomierza do Tyńca, która to jest odzwierciedleniem dawnej średniowiecznej drogi do Santiago de Compostela.

## Galeria zdjęć

Zespół dworski
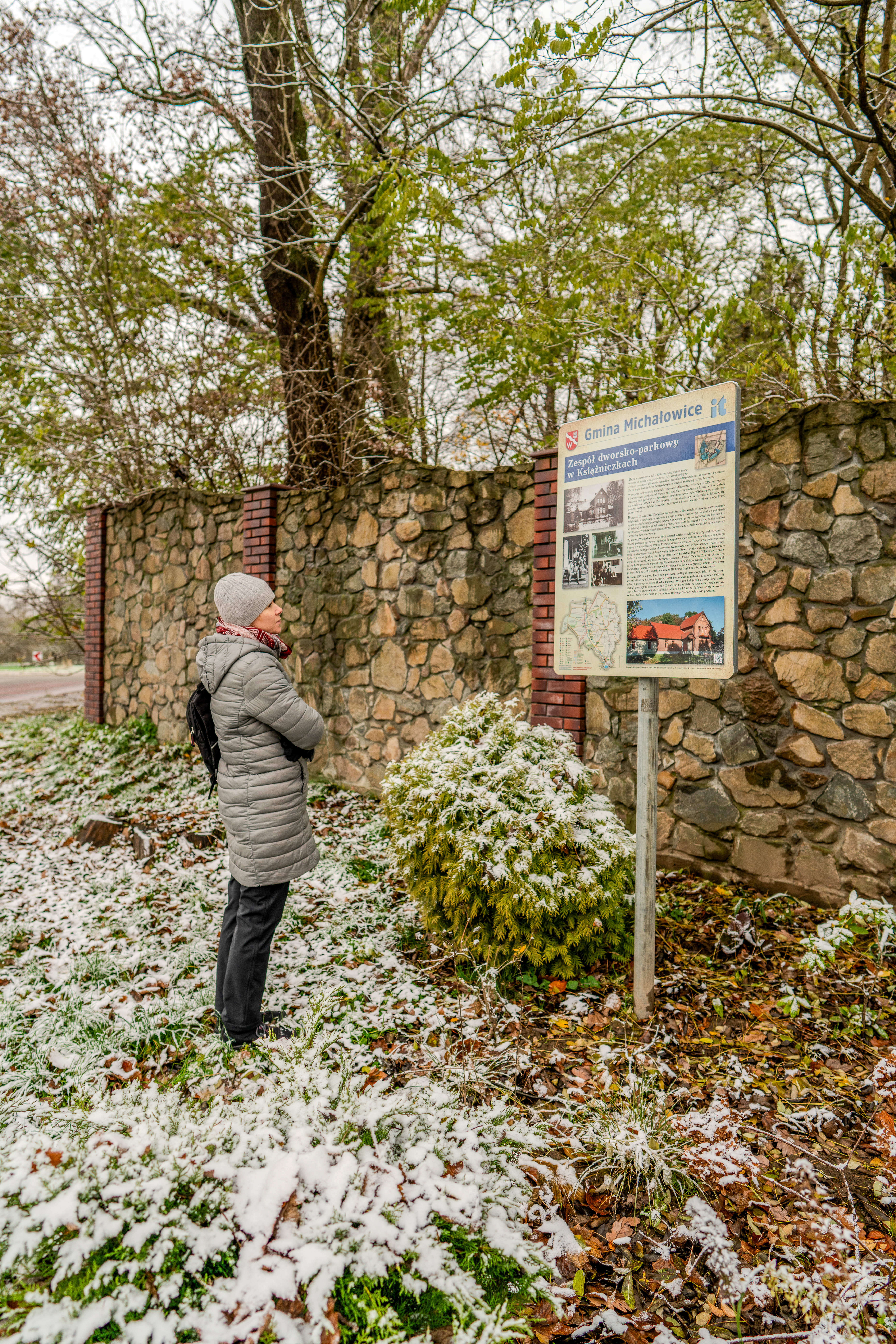
Ogrodzenie zespołu dworskiego